# HHA Typ DT3
Die Triebwagen vom Typ DT3 sind die dritte Nachkriegsgeneration normalspuriger Elektrotriebwagen im 750-Volt-Gleichstrom-Netz der Hamburger U-Bahn. Im Gegensatz zu den Vorgängertypen DT1 und DT2 sind die von Linke-Hofmann-Busch gefertigten Fahrzeuge dreiteilig ohne Wagenübergänge mit einem angetriebenen Zwischenwagen. Der elektrische Teil wurde von Kiepe (heute Vossloh) geliefert. Zwischen 1968 und 1971 kamen nach einer Vorserie in drei Bauserien insgesamt 127 Triebzüge (381 Wagen) zur Auslieferung, die durch die doppelte Anzahl Motoren gegenüber den DT2 eine bessere Beschleunigung und eine höhere Endgeschwindigkeit erreichen. Sie waren speziell für die längste U-Bahn-Linie Hamburgs, die U1, vorgesehen. Die Ausmusterung der DT3-Züge begann 2016, für die als Ersatz die neuen DT5 in Betrieb genommen werden. Bis zum Sommer 2017 waren sie hauptsächlich auf der U3 im Einsatz. Ein Großteil der Fahrzeuge ist ausgemustert und verschrottet, der Rest bildete bis August 2023 eine Betriebsreserve für den Verstärkerbetrieb. Die Nachfolgegeneration Typ DT4 mit Drehstrommotoren wird seit 1988 eingesetzt. Am 15. Oktober 2023 unternahm der DT3 seine Abschiedsfahrt auf der Linie U3.

## Aufbau

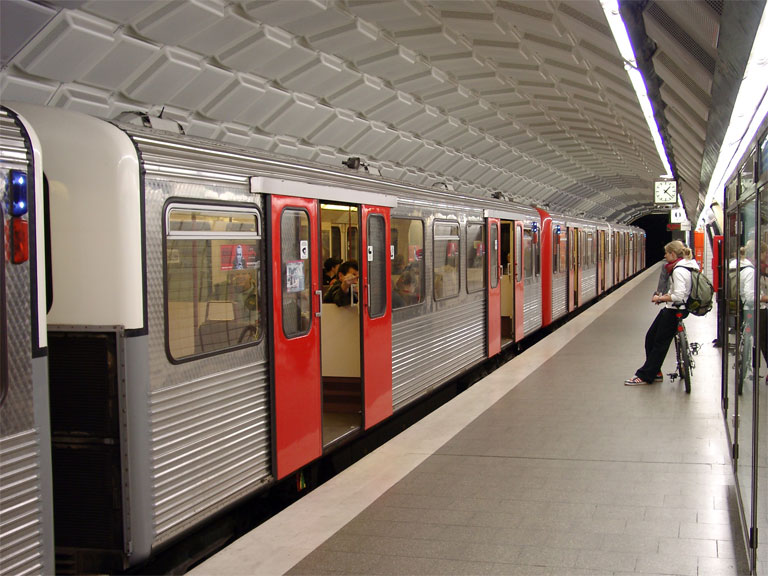
Seitenansicht eines DT3-Zuges im U-Bahnhof Hauptbahnhof Nord

Der Grundaufbau entspricht dem des DT2, die Abmessungen der Endwagen mit 13.810 mm sind identisch. Neu ist allerdings der kürzere Mittelwagen, wodurch die Kapazität eines 9-Wagen-Zuges um 70 Plätze erhöht wurde (gegenüber einem DT2 mit acht Wagen), um die Bahnsteiglänge besser ausnutzen zu können. Die Anzahl der Sitzplätze ist allerdings geringer, die Abteil-Sitzanordnung wurde bei den Serienlieferungen auf 2+1 anstatt 2+2 beim DT2 und beim Prototyp DT3.0 geändert. Dies kommt neben der größeren Breite des Mittelganges (und damit der Anzahl der Stehplätze) besonders auch in der Sitzbreite (und damit des Sitzkomforts) zugute. In der Anfangszeit der Planungen waren um jeweils ein Fenster verkürzte Endwagen mit einem Mittelwagen in DT2-Endwagenlänge (der nicht angetrieben sein sollte) im Gespräch, dies wurde allerdings aufgrund der Netzspezifikationen schnell verworfen.
Obwohl der Eindruck besteht, die Wagen seien über Jakobs-Drehgestelle verbunden, befinden sich die Drehpunkte der beim DT3 ebenfalls mit Fahrmotoren ausgerüsteten mittleren Drehgestelle unterhalb der Wagenkästen. Die Verbindung der Drehpunkte erfolgt über Kupplungsrohre und elastische Drehzapfen.
Die elektronische Ausrüstung wurde von Kiepe geliefert, sie ist mit der des DT1 kompatibel. Die mit Handhebel gesteuerten Wagen sind mit einem Starkstrom-Nockenschaltwerk ausgerüstet, das 15 Serien-, sechs Parallel- und drei Feldschwächstufen aufweist. Ein elektronischer Schaltwerksregler übernimmt die Fahr- und Bremssteuerung. Gebremst werden die Wagen über eine Widerstandsbremse, als Zusatz- und Feststellbremse ist eine druckluftbediente Federspeicher-Scheibenbremse vorhanden.

## Entwicklung

### DT3
Mit dem weiteren Ausbau des Streckennetzes in den 1960er- und 1970er-Jahren sowie dem Bestreben nach mehr Wirtschaftlichkeit im Betriebsablauf führten zu dieser Zeit dazu, aus den Erfahrungen mit den DT1 und DT2 eine neue Fahrzeug-Baureihe weiterzuentwickeln. Die als DT3 bezeichneten Triebzüge glichen im Äußeren weitgehend den DT2, der größte Unterschied bestand in der Technik und im Aufbau der Wagen. Technisch orientierten sich die DT3 wieder an den DT1, mit denen sie nach einigen Anpassungsarbeiten am DT1 auch elektrisch/betrieblich kuppelbar waren. Anstelle von zwei Wagen verfügen die DT3 über einen weiteren, zwischengesetzten Mittelwagen – mit etwas größerem Sitzabstand für die optionale Einführung der 1. Klasse – von 10,72 Meter Länge. Die Sitzplätze sind wie bisher quer zur Fahrtrichtung angeordnet, bei der Serienlieferung allerdings in der 2+1-Aufteilung mit breiteren Sitzen zur Steigerung der Bequemlichkeit für die längeren Fahrtstrecken auf der U-Bahn-Linie U1.
Durch die Dreiteiligkeit konnten eine komplette Fahrausrüstung sowie zwei Führerstände gegenüber einem DT2-6-Wagen-Zug eingespart werden. Die größere Gesamtlänge eines 9-Wagen-Zugs aus drei Einheiten anstelle eines 8-Wagen-Zugs aus vier Einheiten DT1 oder DT2 hatte zur Folge, dass Anfang der 1970er-Jahre auf der Linie U1 einige Bahnsteige (z. B. auf der Langenhorner Bahn) um ein kurzes Stück verlängert werden mussten.
Die DT3-Züge sind leistungsfähiger konzipiert und weisen durch Allachsantrieb mit zusätzlichen Fahrmotoren in den Mittel-Drehgestellen eine deutlich stärkere Anfahrbeschleunigung auf. So beträgt die maximale Beschleunigung 1,2 m/s², im Gegensatz zum DT2 mit 0,8 m/s². Zudem ist die Höchstgeschwindigkeit wieder auf 90 km/h wie beim DT1 erhöht worden, da der DT3 ursprünglich hauptsächlich für die längste U-Bahn-Linie Hamburgs, die U1, konzipiert war und durch die Geschwindigkeitsanhebung Umläufe eingespart werden konnten. Das elektronisch gesteuerte Nockenschaltwerk besitzt 15 Serien-, 6 Parallel- und 3 Shunt-Stufen. Es gibt zwei Anfahrbeschleunigungsstufen. Die Hauptbremse ist eine fremderregte Widerstandsbremse mit drei Fremderregungsstufen. Die Steuerung erfolgt im Gegensatz zum DT2 wieder über Handhebel. Die Zusatzbremse ist eine Druckluft-Federspeicher-Scheibenbremse.

### DT3E

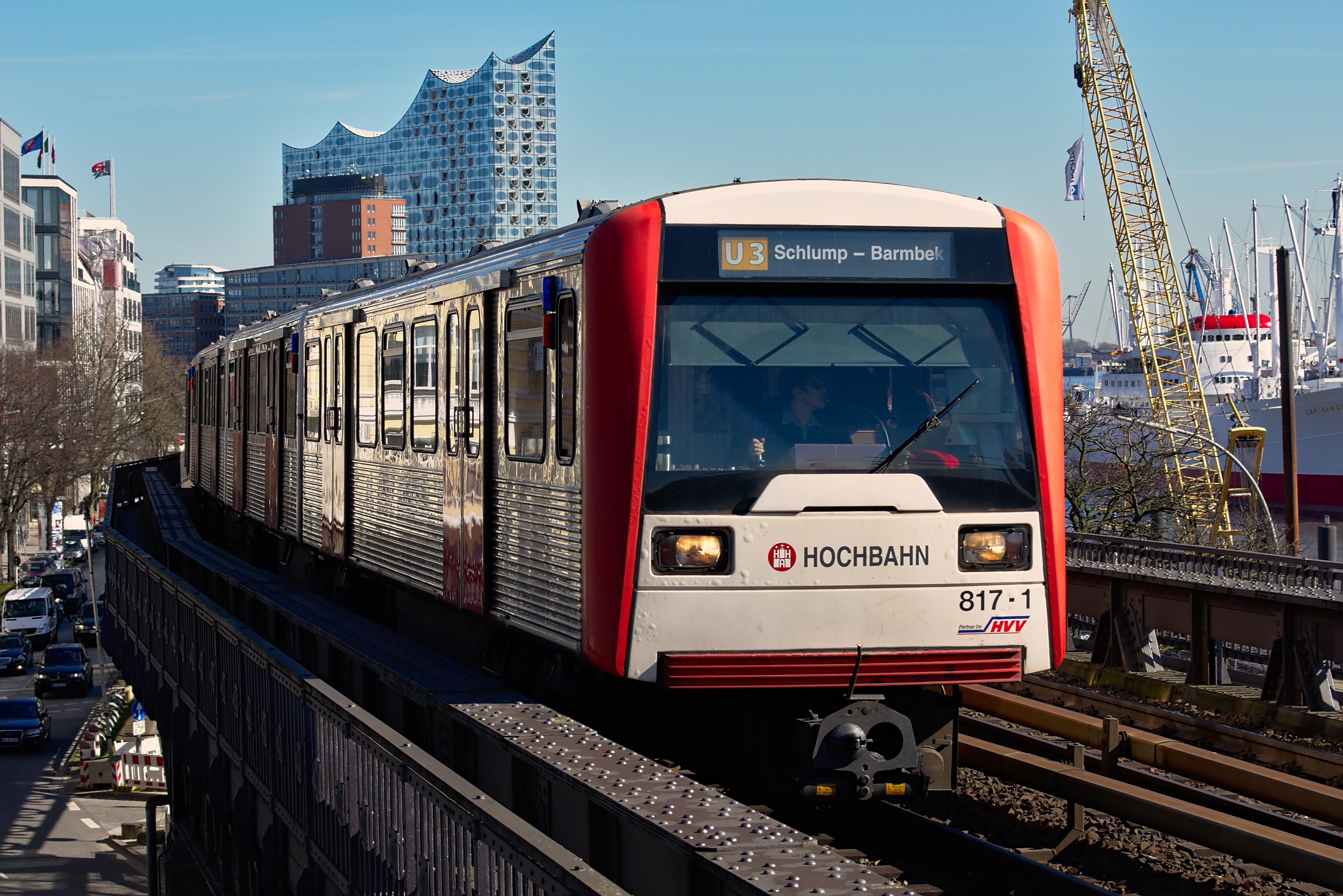
DT3-E mit erneuerter Front

Nach Einbau von Innenlautsprechern zur Fahrgastinformation durch den Fahrer (und die Leitstelle nach Einrichtung der Zugtelefonie) Mitte der 1970er-Jahre, dem Einbau von Außenlautsprechern und einer Türsicherung mit seitenselektiver Freigabe sowie einer farblichen Auffrischung in den frühen 1980er-Jahren wurden die Fahrzeuge zwischen 1994 und 2000 grundlegend modernisiert. Der erste vollständig ertüchtigte, mit einer dem DT4 ähnlichen Stirnfront versehene DT3 war 1995 die Einheit 833. In die Ertüchtigung wurden insgesamt 68 Einheiten einbezogen, die restlichen Fahrzeuge wurden ausgemustert und bis 2003 verschrottet. Da ihre Weiternutzung lange Zeit unklar war, blieb bei den DT3-LZB-Einheiten 921–926 bei der Aufarbeitung die alte Front erhalten, lediglich die Scheinwerfer und Rückleuchten wurden geändert (nun quadratische Form). Bei den Erhaltungsmaßnahmen handelte es sich um die Erneuerung des inneren Profilskeletts der Wagenkästen und eine Sanierung der Langträger, da die tragenden Teile mittlerweile stark korrodiert waren. Der Fahrgastraum wurde in allen Wagen optisch in einem DT4-ähnlichen Stil aufgefrischt und durch Einbau von Fenstern in den Stirnwänden zwischen den Einzelwagen aufgehellt. Die Wagen können dank der Modernisierung weiter im Regelbetrieb verkehren. Ein neuerliches Redesign-Programm wurde im Jahr 2007 begonnen, aber nicht vollständig an allen Fahrzeugen durchgeführt. Dabei wurde der Innenraum erneut aufgefrischt: Die Sitzpolster wurden wieder mit blauen Bezügen bezogen und der Innenraum in einem sehr hellen Grauton lackiert, so dass fast die ursprüngliche Farbgebung wieder erreicht wird. Die Bezeichnung der ertüchtigten Fahrzeuge lautet DT3E.
Ursprünglich war geplant, dass die DT5-Fahrzeuge die DT3 bis 2015 vollständig ablösen. Dieser Zeitplan konnte durch Verzögerungen bei der Herstellung des DT5 nicht gehalten werden. Mit fortschreitender Auslieferung der DT5-Reihe werden seit Sommer 2015 die ertüchtigten Einheiten schrittweise ausgemustert.
48 der ursprünglich noch vorhandenen 68 Einheiten werden seit Ende 2016 ausgemustert und verschrottet. Zehn der zwanzig verbleibenden Züge werden aufgearbeitet und standen bis zum 25. August 2023 zur Verfügung. Die weiteren zehn dienten zunächst als Notreserve wurden jedoch kurzfristig im Januar 2021 ausgemustert. Hiervon verblieben, als Reserve und Ersatzteilspender für die DT3N, zwei abgestellt im Netz. Zur Normal- und Schwachverkehrszeit sind seit Sommer 2017 keine DT3 mehr im Einsatz. Bis zum August 2023 fuhren die DT3 im morgendlichen Verstärkerverkehr, am 25. August wurden die letzten 10 verbliebenen DT3 aufgrund eines Isolierschadens, ohne Abschiedsfahrt ausgemustert und abgestellt. Im September 2023 waren 13 Einheiten abgestellt, die 10 DT3N, Die DT3E 910 und 805, sowie der ursprünglich für museale Zwecke vorgesehene abgestellte DT3 909 welcher noch die Originalfront besaß und seit 2000 abgestellt war.
Für den Weiterbetrieb der verbleibenden DT3E und DT3N wurden der Einheit 909 jedoch ab 2013 Ersatzteile entnommen, unter anderem ein Teil der Bremsen und die Fahrmotoren. Seitdem war diese nicht mehr selbstständig fahrfähig. Im Zuge der Verschrottung der letzten verbleibenden DT3E und DT3N entschied sich die Hochbahn, aufgrund des schlechten Gesamtzustand, stattdessen einen der sanierten DT3N zu erhalten. Die Einheit 909 wurde daher im Januar 2024 zusammen mit zwei DT3N zur Verschrottung abtransportiert.

### DT3-LZB

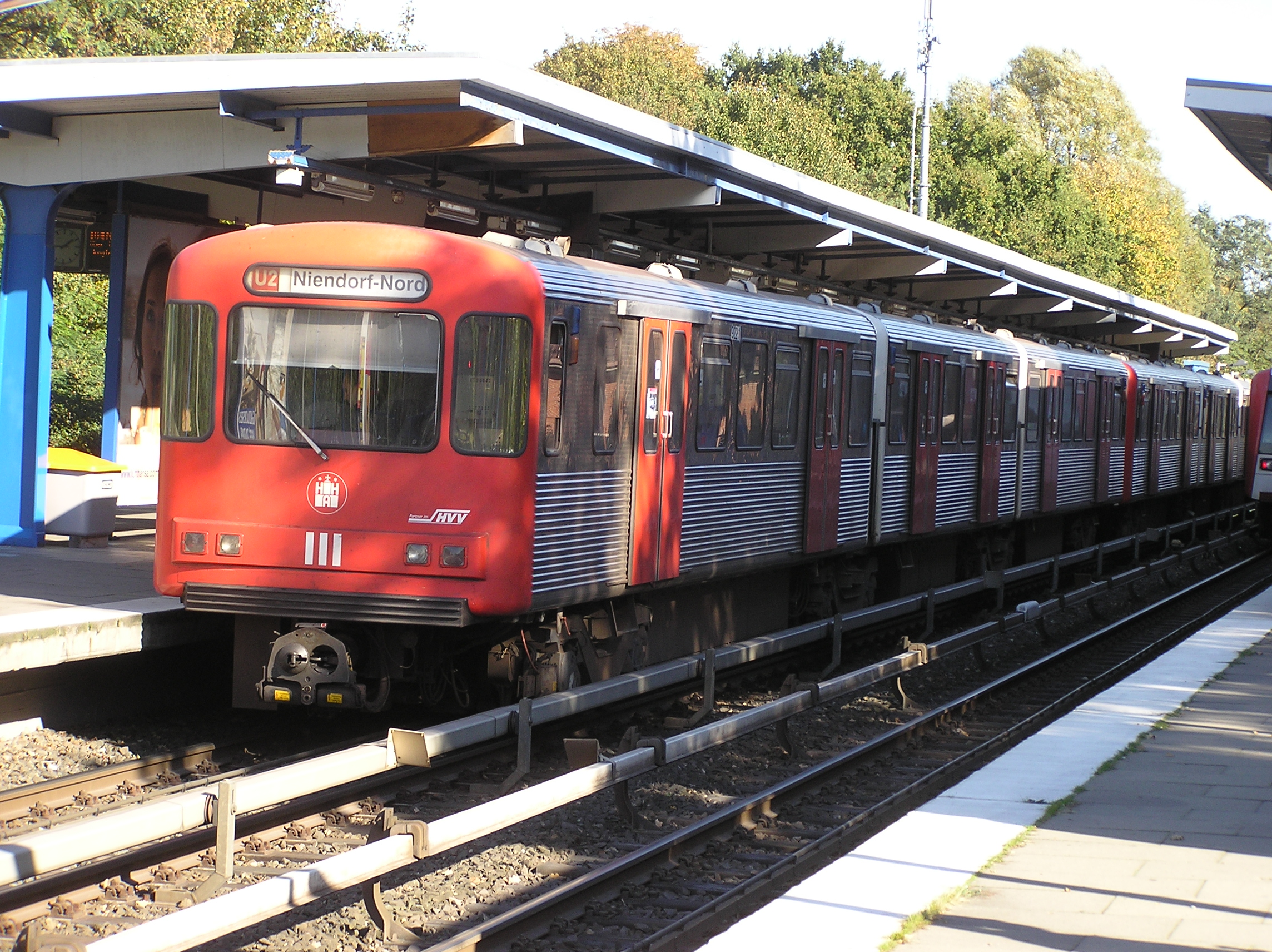
DT3-LZB

Für Versuche mit automatisiertem Fahrbetrieb im größeren Stil wurden bis März 1981 die sechs DT3-Einheiten 9963/64/65–9978/79/80 (seit 1988 921–926) für den LZB-Betrieb umgerüstet. Nach längerem Probebetrieb (auch auf dem Versuchsgleis parallel zur U1-Strecke zwischen Betriebswerkstatt Farmsen und Berne) wurden diese ab 31. Oktober 1982 auf der Walddörferbahn zwischen Volksdorf und Großhansdorf im Regelverkehr mit automatisiertem Fahrbetrieb eingesetzt. Die Fahrer blieben dabei weiter in den Führerständen. Äußerlich unterscheiden sich die Fahrzeuge vor allem durch die quadratischen anstelle der runden Scheinwerfer auf der nach wie vor alten Front, außerdem durch den verkleinerten Fahrgastraum auf einer Triebwagenseite: das erste Fenster hinter der Fahrerkabine wurde für den Einbau der Steuerungselektronik in der Länge halbiert, anstatt der vier Vis-a-vis-Quersitzbänke gibt es hier jetzt auf jeder Seite nur noch zwei Längssitze. Der Einsatz im automatisierten Fahrbetrieb endete am 8. Januar 1985, danach wurden die Einheiten zusammen mit den anderen DT3 im normalen Fahrbetrieb eingesetzt.
Im Gegensatz zu den „normalen“ DT3 wurden die LZB-Wagen nur teilweise modernisiert, zählten aber zum Bestand der 68 modernisierten Fahrzeuge. Ab Juni 2009 galten diese Fahrzeuge als Reservefahrzeuge, waren aber noch oft – meistens zusammen mit DT3-E – auf den Linien U1 und U3 zu finden. Nachdem bereits im Sommer 2016 zwei Einheiten (922, 923) außer Betrieb genommen wurden, wurden alle DT3-LZB zum 9. Dezember 2016 ausgemustert und bis zum April 2017 verschrottet.

### DT3-DAT
Eine weitere Untergattung waren die Drehstrom-Versuchszüge, die aus zwei bestehenden DT3-Einheiten umgebaut wurden, um damit den Drehstromantrieb für die neu zu bestellende U-Bahn-Wagenserie zu erproben. Die neue Bezeichnung lautete DT3-DAT (für Drehstromantrieb). 1979 wurde die zuletzt gelieferte DT3-Einheit mit den Wagen 9981/82/83 umgebaut, 1982 folgte der DT3-Prototyp 9600/01/02. 1988 erhielten die beiden Einheiten die Nummern 931 und 932.
Neben dem stromsparenden Antrieb unterschieden sich die Drehstromzüge von den Serienfahrzeugen durch eine neue Front mit einteiliger Frontscheibe und quadratischen Scheinwerfern und Rückleuchten, die auch bei den LZB-Fahrzeugen zur Anwendung kommen. Die Inneneinrichtung wurde komfortabler gestaltet. Eingesetzt wurden die beiden Einheiten stets einzeln, auch im Fahrgastbetrieb. 1989 endeten die Versuchsfahrten, die gewonnenen Erkenntnisse wurden beim DT4 umgesetzt. Zuletzt war eine elektrische Steuerbarkeit beider DAT im Zugverband hergestellt worden, diese Möglichkeit wurde jedoch nur kurzzeitig bei Probefahrten ohne Fahrgäste genutzt.
Einheit 932 wurde nach dem Versuchsbetrieb 1989 abgestellt und 1995 verschrottet, die andere Einheit 931 ersetzte 1995 die beiden DT1-Einheiten bei der Feuerwehr Hamburg, wo sie für Übungszwecke verwendet wurde. 1999 wurde die Einheit 931 bei der Feuerwehr wiederum durch die Einheit 918 ersetzt – die zuvor als nicht ertüchtigte Einheit ausgemustert wurde – und am 26. Januar 2000 zur Verschrottung abgegeben.

### DT3N

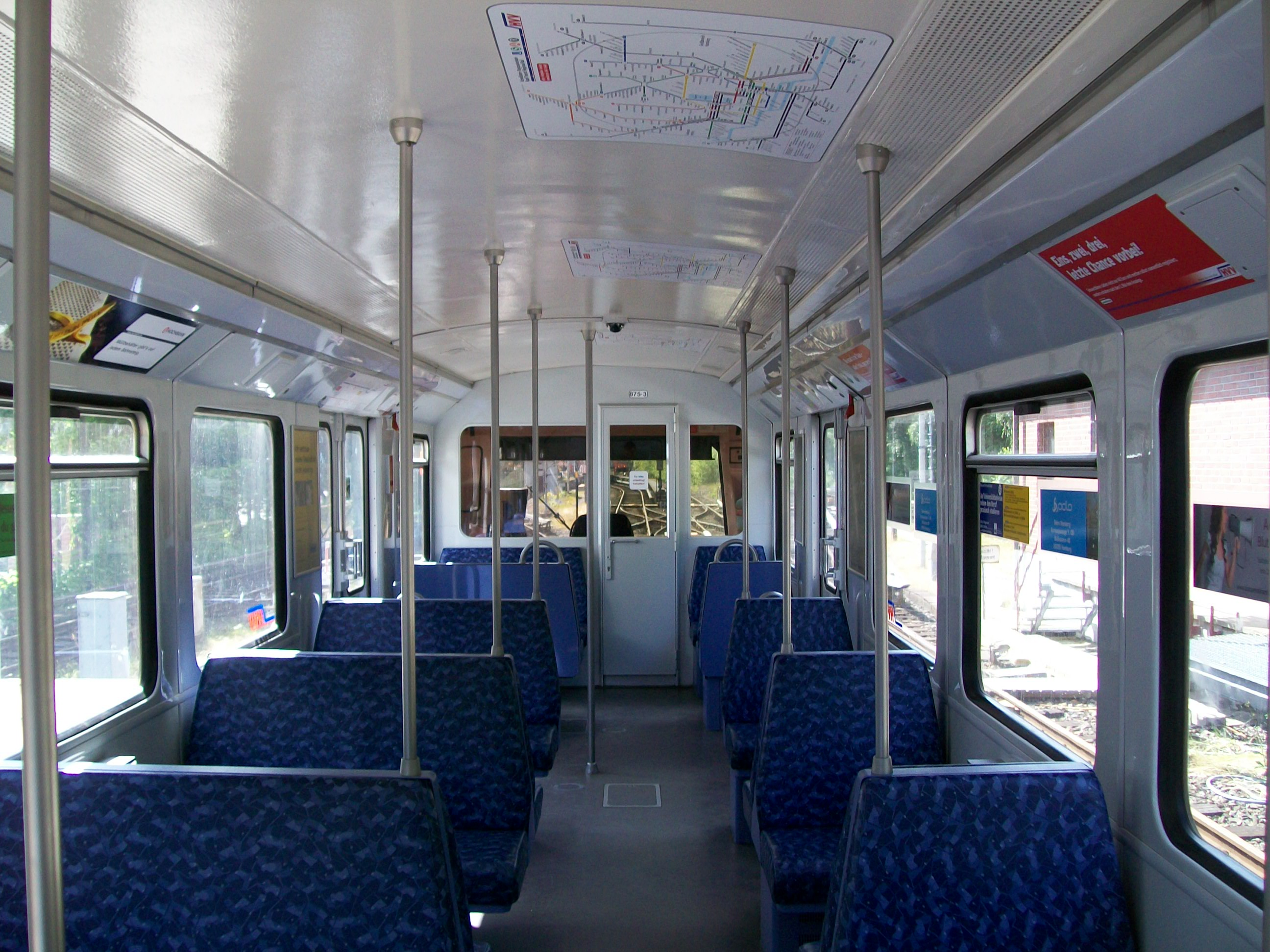
Innenraum

Nachdem 2015 die letzten DT2E ausgemustert wurden, stellten die DT3E faktisch auch die Betriebsreserve der U-Bahn. Zehn dieser Einheiten sollten zu diesem Zweck noch über die Ausmusterung der anderen Fahrzeuge bis 2025 erhalten bleiben. Diese Triebwagen wurden dazu einer erneuten Ertüchtigung unterzogen, wobei vornehmlich Einheiten ausgewählt wurden, die 2007 nicht das dritte Redesign erhielten (allerdings kein DT3-LZB). Dabei wurde das dritte Redesign nachgeholt, der Wagenkasten saniert und eine neue Steuerung sowie ein neuer Umformer eingebaut, die das bisherige Schaltwerk und den alten Umformer ersetzten. Außerdem wurden die Fahrschalter saniert. Trotz der technischen Änderungen sollte eine elektrische Kuppelbarkeit mit den restlichen Einheiten weiterhin möglich sein, derartige Mischtraktionen kamen allerdings nicht im Betrieb vor.
Der Umbau fand bei den Fahrzeugwerken Miraustraße in Hennigsdorf bei Berlin statt. Seit Juni 2016 wurden als erste Einheiten 873 und 905 umgebaut. Die Einheiten 835 und 856 folgten im März 2017. Die ersten beiden Einheiten waren seit Mai 2017 wieder zurück in Hamburg. Die Triebwagen 803, 807, 808, 834, 842 und 865 folgten bis April 2019. Ebenso wie die verbliebenen DT3E wurden die Fahrzeuge hauptsächlich im morgendlichen Verstärkerbetrieb auf der U1 und U3 eingesetzt. Außerdem sollten sie für Baustellenverkehre und zu Großveranstaltungen wie dem Hafengeburtstag zur Verfügung stehen.
Nachdem an einem Fahrzeug ein Isolationsschaden festgestellt wurde, der nur mit unverhältnismäßig hohen Kosten zu reparieren gewesen wäre, wurden zum 26. August 2023 alle DT3N-Fahrzeuge außer Betrieb genommen. Die Hochbahn geht davon aus, dass die Schäden über kurz oder lang auch an allen anderen Fahrzeugen aufgetreten wären. Daher hat man sich gegen eine notwendige elektrotechnische Instandsetzung entschieden. Weiterhin gab die Hochbahn bekannt, dass 11 der 13 noch im Netz befindlichen Züge verschrottet werden sollen. Zwei Fahrzeuge sollen zunächst abgestellt bleiben. Am 15. Oktober 2023 wurden die DT3N, nach 55 Einsatzjahren, mit einer offiziellen Abschiedsfahrt  verabschiedet. Im November 2023 begann schließlich der Abtransport der ersten drei Fahrzeuge, zusammen mit einem weiteren seit 2021 als Ersatzteilspender und Reservefahrzeug hinterstellten nicht modernisierten DT3E, zu einem Schrotthandel in Malchow und die dortige Zerlegung. Mitte Januar 2024 folgte die Überführung von zwei weiteren DT3N. Hierbei wurde auch die, ursprünglich für eine Aufarbeitung zu einem Museumsfahrzeug vorgesehene und im Originalzustand befindliche, Einheit 909 mit überführt. Als Museumsfahrzeug wird künftig stattdessen der modernisierte DT3N 808 dienen, das Fahrzeug 873 verbleibt als Ersatzteilspender. Zu Ende Januar 2024 wurden schließlich die restlichen vier Fahrzeuge (drei DT3N, ein DT3E) verschrottet.

## Nachweise
1. ↑  Datenblätter DT3.0 und DT3.1–DT3.3, Ausgabe vom 1. April 1971, Hamburger Hochbahn Aktiengesellschaft, Hamburg 1971
2. ↑  Abstellung der DT3-Fahrzeuge. In: dt5online.de. Abgerufen am 29. September 2023.
3. ↑  NDR: Abschiedsfahrt der alten U-Bahnzüge "DT3" nach 55 Jahren in Hamburg. Abgerufen am 16. Oktober 2023.
4. ↑  Christier, Carsten: Fahrzeuge der Hamburger U-Bahn: Der DT3 1966–2017. Norderstedt, ISBN 978-3-7448-9743-3.
5. ↑  Alexander Josefowicz: Hamburgs U-Bahnen – die letzte Fahrt geht nach Lübeck. In: abendblatt.de. Abgerufen am 30. März 2017.
6. ↑  DT3-Fahrzeugliste. Abgerufen am 29. September 2023.
7. ↑  Vossloh Kiepe und Fahrzeugwerke Miraustrasse: Ertüchtigung von zehn U-Bahn-Fahrzeugen der Hamburger Hochbahn AG — Vossloh-Kiepe.de. In: www.vossloh-kiepe.com. Archiviert vom Original (nicht mehr online verfügbar) am 11. Dezember 2016; abgerufen am 11. Dezember 2016.  Info: Der Archivlink wurde automatisch eingesetzt und noch nicht geprüft. Bitte prüfe Original- und Archivlink gemäß Anleitung und entferne dann diesen Hinweis.
8. ↑  Marcel Auktun: DT3: Die letzten Züge sind in Rente. In: DT5 Online. 28. August 2023, abgerufen am 29. August 2023 (deutsch).
9. ↑  NDR: Abschiedsfahrt der alten U-Bahnzüge "DT3" nach 55 Jahren in Hamburg. Abgerufen am 17. Oktober 2023.
10. ↑  https://dt5online.de/u-bahn/dt3/abstellung-der-dt3-fahrzeuge/